# Kelechi Osunwa
Collins Kelechi Osunwa (River State, 15 ottobre 1984) è un ex calciatore nigeriano, di ruolo attaccante.

## Carriera

### Club
Dopo aver giocato in patria con i Dolphins, Osunwa si è trasferito in Sudan per militare nelle file dell'Al-Hilal Omdurman. In seguito, ha giocato per l'Al-Merrikh, con cui ha vinto due campionati (2009 e 2011).
Nel 2014 si è trasferito in Thailandia, al BEC Tero Sasana: ha esordito nella massima divisione locale in data 23 febbraio 2014, schierato titolare nel pareggio per 0-0 sul campo del Samut Songkhram.
Dal 2015 è tornato in Sudan, per giocare nell'Al-Ahly Shendi.

### Nazionale
Ha disputato una partita per la Nigeria: il 27 maggio 2007 è subentrato ad Obinna Nwaneri nella vittoria per 0-1 sul Kenya, in una partita amichevole disputata a Nairobi.

## Palmarès

### Club

#### Competizioni nazionali
- Campionato sudanese: 2

Al-Merrikh: 2009, 2011